# Makama
Makama (maqama, makame) (po arabsku مقامة, l.mn. maqāmāt مقامات oznacza zgromadzenie, miejsce zbiórki) – gatunek literacki wywodzący się z literatury arabskiej będący narratywną prozą wierszowaną. 
Za inspirację do powstania gatunku powszechnie uchodzą opowiadania zabawiające (hadis) Ibn Durajda (zm. 933). Właściwym twórcą makam był jednak Al-Hamadani, tworzący w X wieku. Makamy są klasyczną formą literatury arabskiej, rodzajem krótkiego opowiadania łotrzykowskiego, łączącego tradycję ludową i opowieści popularne. Pisaną pięknym literackim językiem (sadż). Szczególnie popularne były między X a XII wiekiem na Bliskim Wschodzie. Wydawane w zbiorkach o ustalonej liczbie makamat, około 50. Później liczba ta ustaliła się na 52. Zbiory makamat ilustrowano miniaturami, które stanowiły pierwszy przykład sztuki malarskiej w islamie.
Następcy Al-Hamadaniego udoskonalali i krystalizowali formę: makama jest podzielona na strofy, jest rymowana, a w każdej z makam obecny jest narrator i jeden bohater. Najsłynniejszym twórcą makam jest nie Al-Hamadani, lecz Al-Hariri, żyjący na przełomie XI i XII wieku, kładący nacisk bardziej na piękno języka (sprawność językowa była wysoko cenioną umiejętnością), niż na fabułę.
Za najbliższy europejski odpowiednik literacki makamy można uznać powieść łotrzykowską (pikarejską), dla której zresztą stał się pierwowzorem – makama prawdopodobnie przywędrowała do Europy wraz z islamem przez Andaluzję i zadomowiła się na Półwyspie Iberyjskim i w południowej Francji.
Makama to także typ utworu muzycznego o tym samym rodowodzie co forma literacka. Obie zrodziły się ze śpiewu i opowieści, którym oddawano się w miejscach postoju.